# Produit d'anneaux
En algèbre générale, il est possible de combiner plusieurs anneaux pour former un anneau appelé anneau produit. 

## Définition
Cette construction peut se faire de la manière suivante : si (Ai)i∈I est une famille d'anneaux, le produit cartésien Πi∈I Ai peut être muni d'une structure d'anneau en définissant les opérations composante par composante, i.e.
(ai) + (bi) = (ai + bi)
(ai) · (bi) = (ai · bi)
1Πi∈I Ai = (1Ai)i∈I
À la place de Π1≤i≤k Ai nous pouvons aussi écrire A1 × A2 × … × Ak.

## Exemples
Un exemple est l'anneau ℤ/nℤ des entiers modulo n. Si n s'écrit comme un produit de puissances de facteurs premiers (voir le théorème fondamental de l'arithmétique) :
n = p1n1 p2n2 ... pknk
où les pi sont des nombres premiers distincts,
alors ℤ/nℤ est isomorphe à l'anneau produit
{\displaystyle \mathbb {Z} /{p_{1}}^{n_{1}}\mathbb {Z} \times \mathbb {Z} /{p_{2}}^{n_{2}}\mathbb {Z} \times \cdots \mathbb {Z} /{p_{k}}^{n_{k}}\mathbb {Z} .}
Cela découle du théorème des restes chinois.

## Propriétés
Si A = Πi∈I Ai est un produit d'anneaux, alors pour tout i dans I nous avons un morphisme surjectif pi : A → Ai qui projette un élément du produit sur sa i-ième composante. Le produit A muni des projections pi possède la propriété universelle du produit dans la catégorie des anneaux : 
si B est un anneau quelconque et si, pour tout i dans I, fi : B → Ai est un morphisme d'anneaux, alors il existe un unique morphisme d'anneaux f : B → A tel que pour tout i dans I, pi ∘ f = fi.
Si, pour tout i, Ii est un idéal (à gauche, à droite ou bilatère) de Ai alors Πi∈I Ii est un idéal (à gauche, à droite ou bilatère respectivement) de A. Tout idéal de A est de cette forme si et seulement si presque tous les Ai sont nuls (c'est-à-dire : tous sauf un nombre fini). Dans un produit infini d'anneaux non nuls, l'idéal des éléments de support fini n'est pas de cette forme.
Un idéal de la forme Πi∈I Ii est premier dans A si et seulement si l'un des Ii est premier dans l'anneau Ai correspondant et pour tout autre indice j, Ij = Aj.
Un élément x de A est inversible si et seulement si toutes ses composantes sont inversibles, i.e. si et seulement si pi(x) est un élément inversible de Ai pour tout i de T. Le groupe des éléments inversibles de A est le produit des groupes des inversibles des Ai.
Un produit de plus d'un anneau non nul a toujours des diviseurs de zéro : si x est un élément du produit dont les composantes sont nulles sauf pi(x), et y est un élément du produit dont toutes les composantes sont nulles sauf pj(y) (avec i ≠ j), alors xy = 0 dans l'anneau produit.